# Jackie Moran

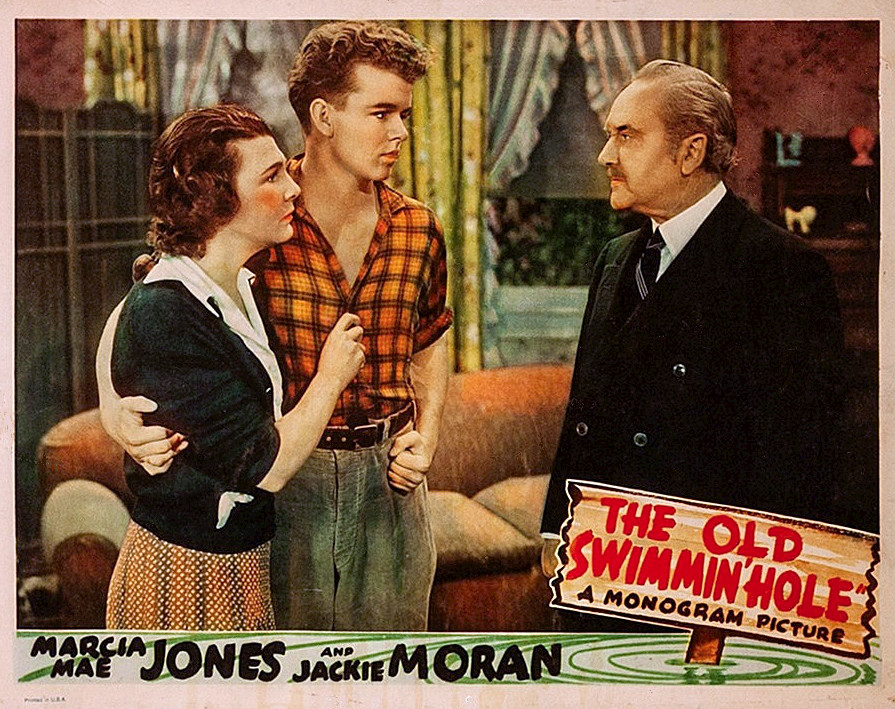
Jackie Moran (Mitte) auf einer Karte zum Film The Old Swimmin' Hole

Jackie Moran (* 26. Januar 1923 in Mattoon, Illinois als John E. Moran; † 20. September 1990 in Greenfield, Massachusetts) war ein US-amerikanischer Kinder- und Jugendschauspieler.

## Leben und Karriere
Jackie Moran wurde durch die Stummfilmlegende Mary Pickford entdeckt, die seine Mutter davon überzeugen konnte, mit ihm nach Hollywood zu gehen. Schnell bekam er einige gute Nebenrollen, etwa als Adoptivkind von Gladys George im Drama Die zweite Mutter aus dem Jahr 1936. Häufig verkörperte er freche Jungen, so auch in einer seiner besten Rollen als Huckleberry Finn in Toms Abenteuer (1938) nach dem Buch von Mark Twain. Produziert wurde der aufwendige Farbfilm von David O. Selznick. Ein Jahr später hatte Moran eine kleine Nebenrolle in einer weiteren Selznick-Produktion: In Vom Winde verweht spielte er Phil Meade, den Sohn von Dr. Meade (Harry Davenport). In den folgenden Jahren bekam Moran Hauptrollen in einigen kleineren Produktionen, die vor allem für das jugendliche Publikum gedacht waren. In mehreren Filmen bildete er dabei mit Marcia Mae Jones ein jugendliches Leinwandpaar. In dem Musicalfilm Song of the Open Road von 1944 spielte und sang er das oscarnominierte Lied Too Much in Love.
1946 beendete er seine Karriere als Schauspieler, nachdem er nur noch Nebenrollen in B-Filmen erhielt. Insgesamt war er in rund 35 Filmen zu sehen.  Laut seinem Nachruf in der New York Times arbeitete er später als Drehbuchautor und betrieb Öffentlichkeitsarbeit für die Katholische Kirche in Chicago. 1984 zog Jackie Moran nach Greenfield in Massachusetts und schrieb dort das Buch Six Step House. Er starb im Alter von 67 Jahren im städtischen Krankenhaus von Greenfield an Krebs.
Jackie Moran wird oft mit einem gleichnamigen Drehbuchautor und Schauspieler verwechselt, der in den 1960er-Jahren an mehreren Exploitationfilmen von Russ Meyer mitarbeitete.

## Filmografie
- 1936: And So They Were Married
- 1936: Counterfeit
- 1936: Die zweite Mutter (Valiant Is the Word for Carrie)
- 1937: Geächtet (Outcast)
- 1937: Michael O’Halloran
- 1938: Toms Abenteuer (The Adventures of Tom Sawyer)
- 1938: Mad About Music
- 1938: Arson Gang Busters
- 1938: Mother Carey's Chickens
- 1938: Barefoot Boy
- 1939: The Spirit of Culver
- 1939: Buck Rogers
- 1939: Everybody's Hobby
- 1939: Meet Dr. Christian
- 1939: Vom Winde verweht (Gone with the Wind)
- 1940: Tomboy
- 1940: Anne of Windy Poplars
- 1940: Haunted House
- 1940: The Old Swimmin' Hole
- 1941: The Gang's All Here
- 1941: Let's Go Collegiate
- 1943: Nobody's Darling
- 1943: Henry Aldrich Haunts a House
- 1944: Andy Hardy's Blonde Trouble
- 1944: Song of the Open Road
- 1944: Als du Abschied nahmst (Since You Went Away)
- 1944: Janie
- 1944: Three Little Sisters
- 1945: Let's Go Steady
- 1945: There Goes Kelly
- 1946: Hop Harrigan America’s Ace of the Airways
- 1946: Junior Prom
- 1946: Freddie Steps Out
- 1946: High School Hero
- 1946: Betty Co-Ed